# (16411) 1986 QY2
(16411) 1986 QY2 là một tiểu hành tinh vành đai chính. Nó được phát hiện bởi Henri Debehogne ở Đài thiên văn La Silla ở Chile ngày 28 tháng 8 năm 1986.